# El profesor erótico
El profesor erótico es una película de Argentina estrenada el 1 de julio de 1976. Fue dirigida por Rafael Cohen, quien además fue guionista con Máximo Berrondo.

## Elenco
- Osvaldo Pacheco
- Beatriz Bonnet
- Alberto Anchart
- Thelma Stefani
- Atilio Marinelli
- Susy Kent
- Linda Peretz
- Cecilia Rossetto
- Nelly Beltrán
- Vicente Rubino
- Augusto Codecá
- Carlos Rotundo
- Lelio Lesser
- Claudia Gard
- Héctor Bartolomé
- Juan Carlos Lima
- Miguel Paparelli
- Adrián Noya